# Vysokoletec

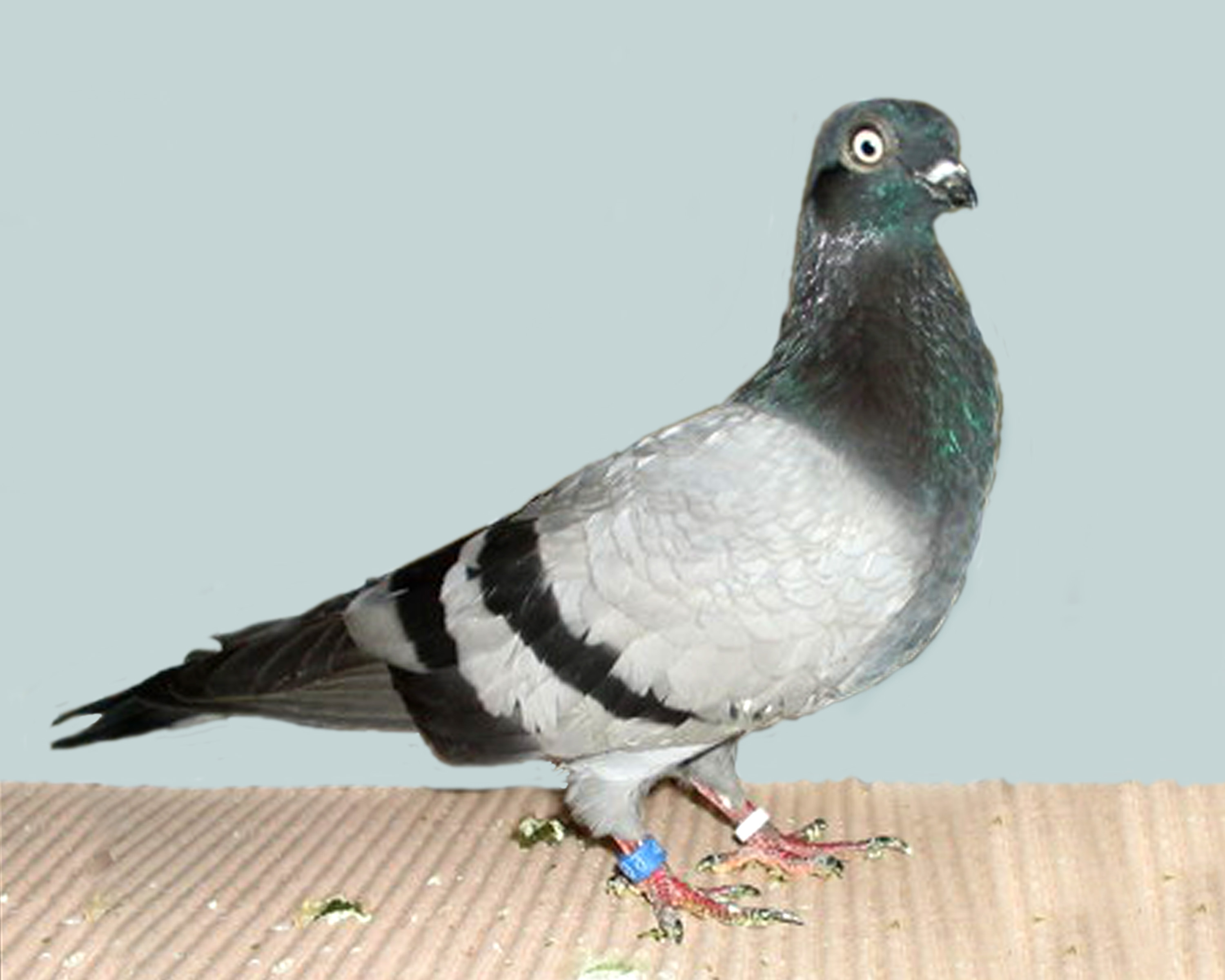
Budapešťský vysokoletec

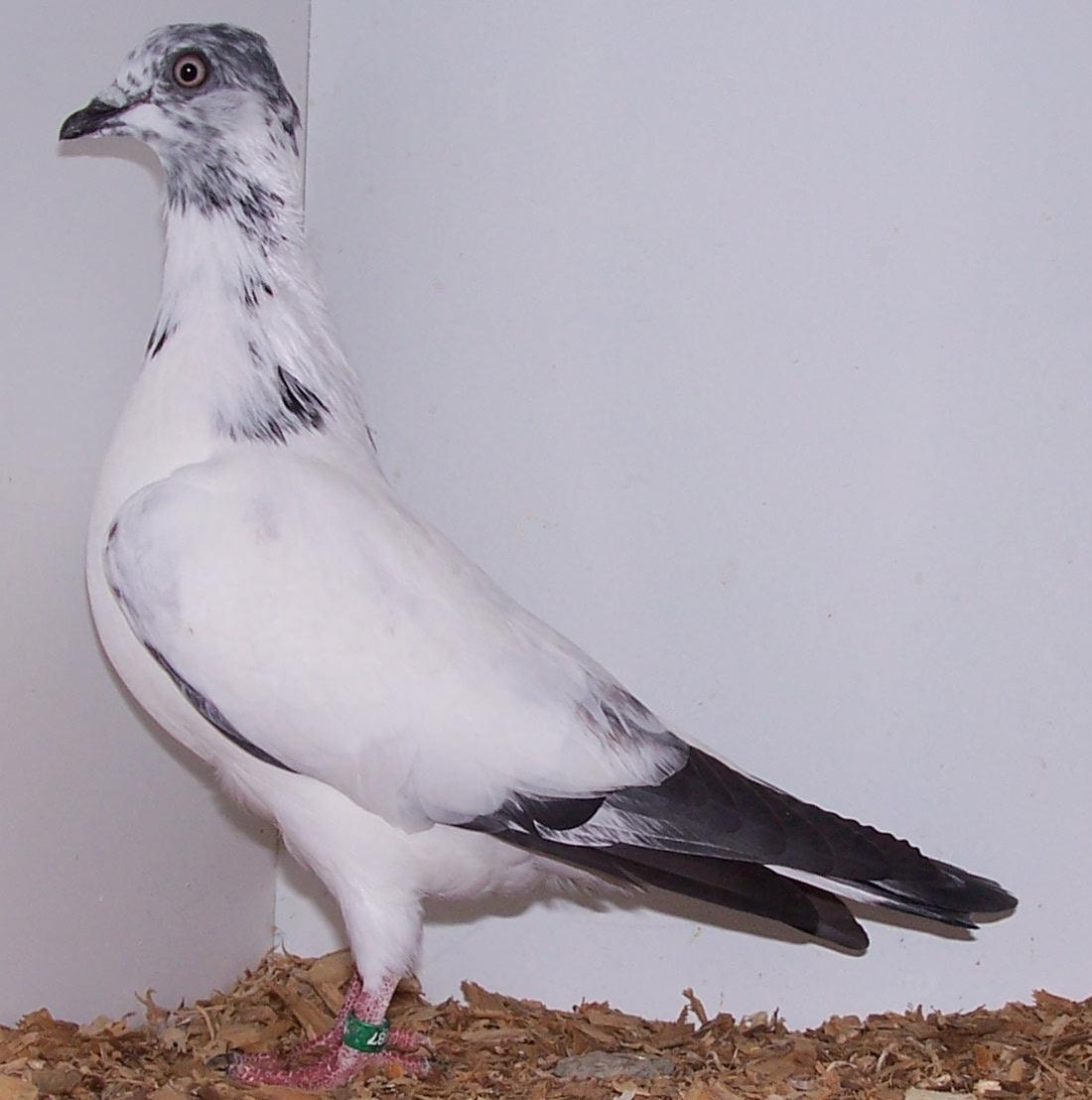
Vídeňský vysokoletec

Vysokoletec je jakékoliv plemeno holuba domácího, které bylo vyšlechtěné k letu ve velkých výškách. Jsou to sportovní holubi, u kterých se během soutěží hodnotí celková délka trvání letu hejna vypuštěných holubů a délka letu ve velké výšce, kdy pozorovatel ze země vidí jen obrys holuba, ale už ne pohyb jeho křídel, a ve výšce nedohledné, kdy již létající hejno není ze země viditelné.
Jsou to holubi menšího vzrůstu se středně dlouhým zobákem. Je pro ně typická létavost a let v hejnu. Hejno vysokoletců musí být soudržné, holubi startují, stoupají do výšky i sesedávají ze vzduchu společně. Po vypuštění ve spirálách stoupá do vysoké či nedohledné výšky a zůstává zde létat po několik hodin. Pravlastí vysokoletců je Čína, Indie a Jihovýchodní Asie, v Evropě vznikala plemena vysokoletců především ve její východní části.
Nejvýkonnějším plemenem z této skupiny je budapešťský vysokoletec. Žádné plemeno vysokoletců nepochází z České republiky, ale na Slovensku byl vyšlechtěn vysokoletec košický a slovenský.
Do nedohledné výšky stoupají i jiná plemena výkonných rejdičů než jen vysokoletci, ale liší se způsobem letu. Sóloví vysokoletci létají jednotlivě a také jsou větší a další než vysokoletci létající v hejnu. Patří mezi ně hannoverský a brémský rejdič a krajpedský vysokoletec. Zvláštně létají nikolajevský rejdič a polský orlík, pro které je typický sloupový, kolmý let bez kroužení až do nedohledné výšky a opětovný sestup, stále nad jediným bodem. Jsou to mohutnější rejdiči s velmi širokými letkami a ocasními pery.

## Plemena vysokoletců

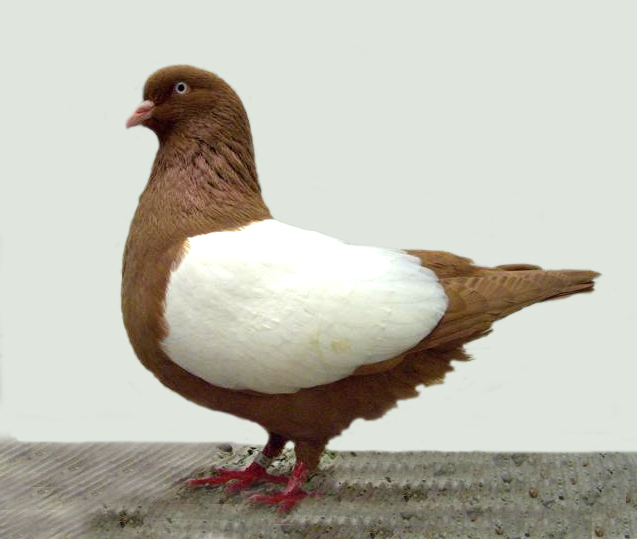
Nizozemský vysokoletec

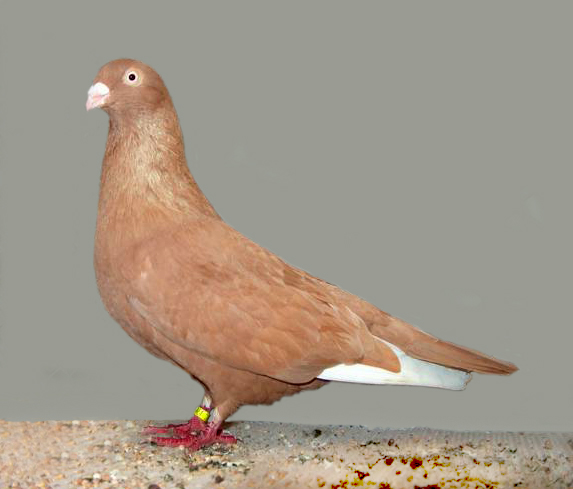
Memelský vysokoletec

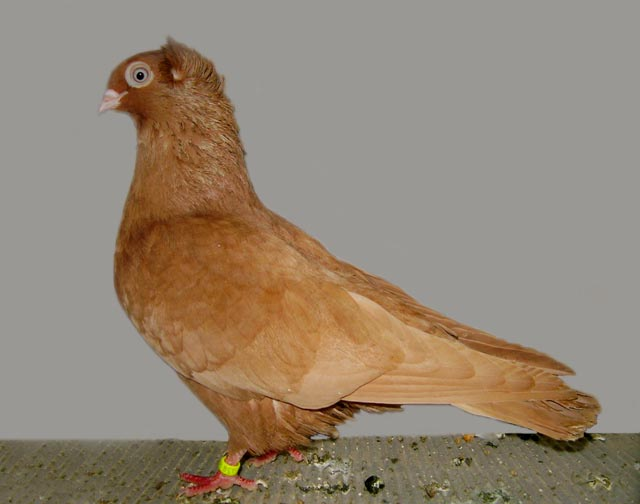
Segedínský vysokoletec

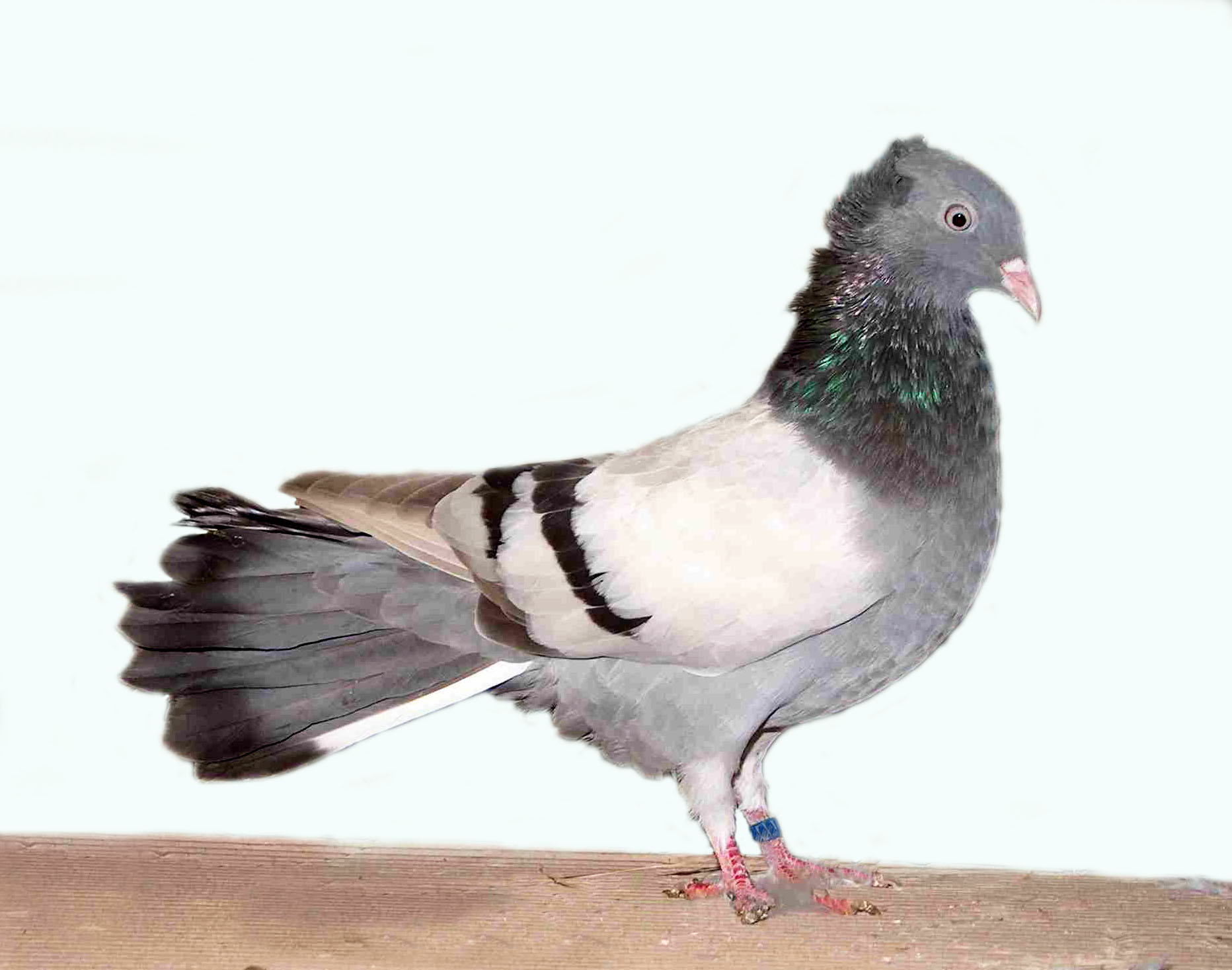
Gdaňský vysokoletec

V seznamu plemen holubů EE spadají váliví rejdiči do plemenné skupiny rejdičů a vysokoletců. Oficiálně jsou v Evropě uznaná následující plemena:
| číslo EE | plemeno                            | země původu |
| -------- | ---------------------------------- | ----------- |
| 0804     | Stralsundský vysokoletec           | Německo     |
| 0815     | Memelský vysokoletec               | Německo     |
| 0816     | Gdaňský vysokoletec                | Německo     |
| 0824     | Nizozemský vysokoletec             | Holandsko   |
| 0845     | Budapešťský bělokřídlý vysokoletec | Maďarsko    |
| 0847     | Budapešťský vysokoletec            | Maďarsko    |
| 0860     | Jágerský vysokoletec               | Maďarsko    |
| 0861     | Segedínský rejdič                  | Maďarsko    |
| 0875     | Haagský vysokoletec                | Holandsko   |
| 0876     | Belgický vysokoletec               | Belgie      |
| 0884     | Francouzský vysokoletec            | Francie     |
| 0886     | Srbský vysokoletec                 | Srbsko      |
| 0887     | Nišský rejdič                      | Srbsko      |
| 0930     | Košický vysokoletec                | Slovensko   |
| 0932     | Slovenský vysokoletec              | Slovensko   |
| 0965     | Polský rejdič                      | Polsko      |
| 0975     | Klausenburský modrý vysokoletec    | Rumunsko    |
| 0966     | Maďarský vysokoletec               | Maďarsko    |
| 0978     | Rumunský pruhový rejdič            | Rumunsko    |
| 0981     | Vídeňský vysokoletec               | Rakousko    |
| 0982     | Starovídeňský vysokoletec          | Rakousko    |
| 0984     | Bavorský vysokoletec               | Německo     |
| 1002     | Rumunský červený rejčič            | Rumunsko    |
| 1004     | Rumunský rezavozbarvený rejdič     | Rumunsko    |
| 1005     | Targovistský červený rejdič        | Rumunsko    |

Mnoho dalších plemen vysokoletců není v Evropě oficiálně uznáno, patří k nim czepelský, staparský, kragujevacký či novosadský vysokoletec, vysokoletec Baku či čungové.